# Vodafone Italia
Die Vodafone Italia S.p.A. ist ein italienisches Telekommunikationsunternehmen in den Bereichen Mobilfunk-, Festnetz- und Breitbanddienste mit Rechtssitz in Mailand und Verwaltungssitz in Ivrea. Seit dem 31. Dezember 2024 ist das Unternehmen eine Tochtergesellschaft von Swisscom.
Vodafone Italia verzeichnet Stand 2021 rund 30,1 Millionen Mobilfunk- (Marktanteil von 28,4 %) und 3,2 Millionen Festnetzanschlüsse (Marktanteil von 16,1 %), davon 3,1 Millionen Breitbandanschlüsse (Marktanteil von 16,7 %). Das Unternehmen steht in direkter Konkurrenz mit TIM, Wind Tre und Iliad Italia.

## Geschichte

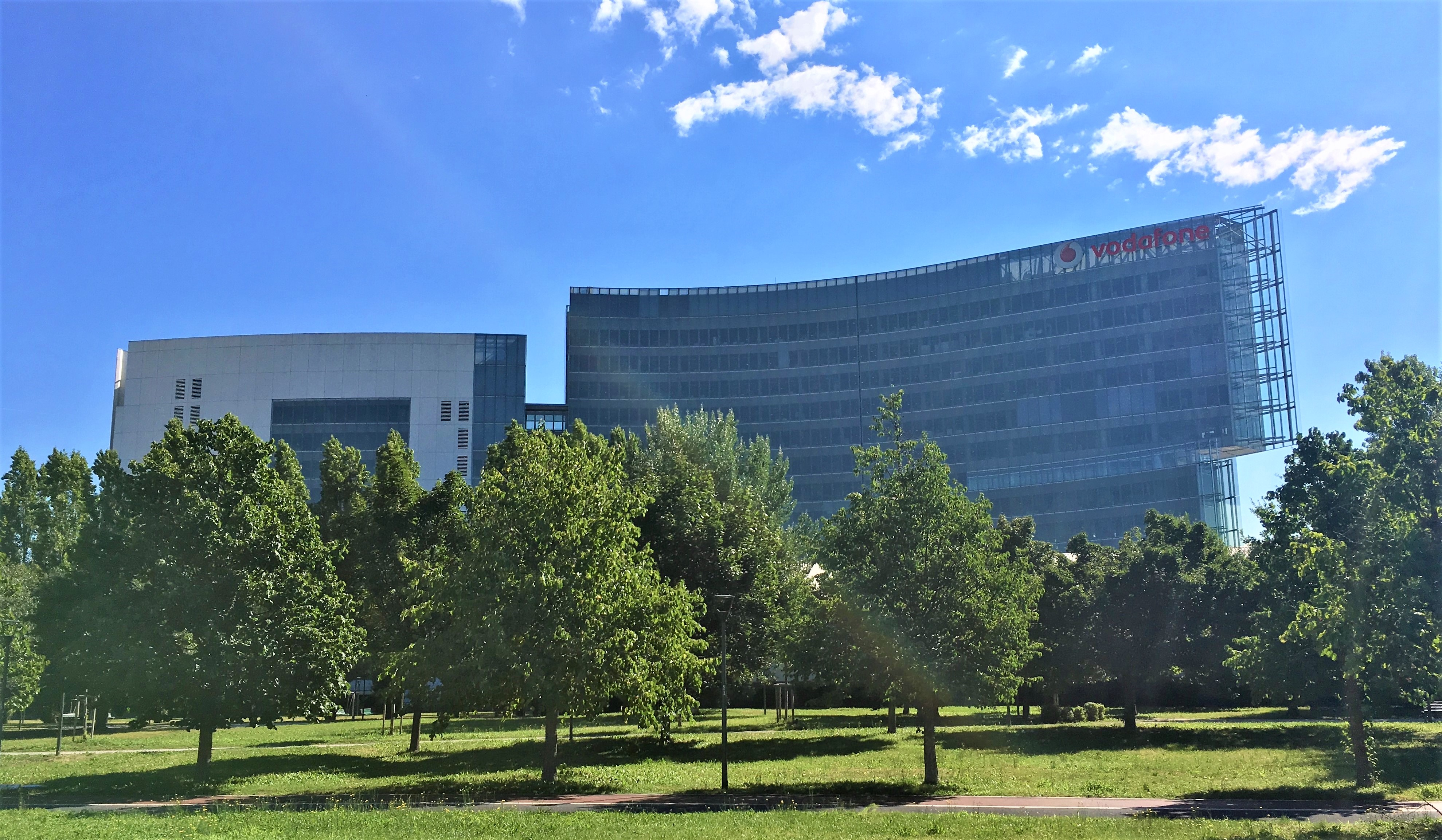
Sitz der Vodafone Italia in Mailand

Das spätere Vodafone Italia wurde 1994 als Omnitel gegründet. Damit wurde das Telekommunikations-Monopol der SIP (Heute TIM) erstmals gebrochen. Omnitel ersteigerte 1996 eine GSM-Mobilfunklizenz für 15 Jahre, noch im selben Jahr wurde der Ausbau des Netzes gestartet. Ende 1996 erreichte die damalige Omnitel bereits 60 % der italienischen Bevölkerung. Die Vodafone Group plc. stieg 1999 ins Unternehmen Omnitel ein. Ende 2003 hatte Vodafone zusammen mit Verizon Communications den Konzern übernommen. Als Marke wurde sofort nur noch Vodafone Italia eingesetzt, die Gesellschaft hinter Vodafone hieß aber bis 2015 weiterhin Vodafone Omnitel N.V.
Vodafone Italias GSM-Netz wurde 2002 auf GPRS aufgerüstet und konnte von da an auch Internetdaten übertragen. Zwei Jahre später startete das Unternehmen international mit dem Ausbau der UMTS-Technologie, so auch in Italien. 2006 rüstete Vodafone ihr UMTS Netz auf den HSDPA-Standard auf und ermöglicht somit schnellere mobile Daten. Im selben Jahr steigt Vodafone in den Festnetzmarkt ein. Fünf Jahre später rüstet Vodafone ihr UMTS-Netz auf den HSPA+-Standard auf, ebenfalls rüstete Vodafone 2011 ihr GSM-Netz – sechs Jahren nach der lokalen Konkurrenz – auf die EDGE-Technologie auf. Im September erwarb Vodafone eine LTE-Lizenz in Italien.
Der neue Hauptsitz wurde 2012 unter dem Namen „Vodafone Village“ eröffnet. Vodafone Italia startete im Oktober 2012 den LTE-Ausbau. Verizon zog sich 2013 aus dem Unternehmen zurück, somit wird Vodafone Omnitel NV eine 100-%-Tochterfirma der Vodafone Group. Im April desselben Jahres startet Vodafone mit FTTH in Mailand und ermöglicht damit Geschwindigkeiten bis zu 300 MBit/s. Als zweiter Betreiber startet Vodafone 2014 in Italien mit LTE-Advanced und bewirbt es unter dem Namen 4G+. Vodafone veröffentlichte 2015 Zahlen des bisherigen Netzes. Vodafone bietet Glasfaser in über 100 Städten an, LTE-Advanced in 700 Ortschaften und LTE in 5900 Ortschaften. Vodafone beschäftigt heute etwa 6500 Menschen. Am 22. November 2015 änderte sich die Gesellschaft hinter Vodafone. Aus der Vodafone Omnitel NV wurde Vodafone Italia S.p.A. und deren Tochterunternehmen Vodafone Gestioni S.p.A. mit Sitz in Ivrea und Mailand.
Vodafone Italia gab am 1. April 2016 bekannt, dass aktuell 19.039 Sendestandorte in Betrieb sind (ohne provisorische Standorten an z. B. Messen), davon strahlen 16.324 GSM, 18.376 UMTS und 12.956 LTE ab. In Zukunft will Vodafone weiter in ihr Netz investieren und 7 Millionen Haushalte ans Glasfasernetz anschließen. Ebenfalls 2016 wurde damit begonnen, gsm 1800 abzuschalten um LTE 1800 von 15 auf 20 MHz Bandbreite und so die Maximalgeschwindigkeit von 112 auf 150 MBit/s zu erhöhen. Des Weiteren wurden die ersten drei Carrier-LTE-Anlagen, die drei LTE Bänder abstrahlen und bündeln, in Rom, Mailand und Meran eingeschaltet. Diese ermöglichen eine Geschwindigkeit von bis zu 340 MBit/s. Der Ausbauplan zielt vor allem auf Touristisch wichtige Orte und Großstädte. 2017 begann Vodafone damit, ihr UMTS 2100 MHz UTMS Netz abzuschalten, um das dadurch freiwerdende Spektrum für LTE zu nutzen. Am 5. Juni 2019 startete Vodafone Italia seinen kommerziellen Dienst mit 5G-Technologie, begrenzt auf bestimmte Gebiete in Bologna, Mailand, Neapel, Rom und Turin.

### Übernahme durch Swisscom
Im März 2024 wurde bekannt, dass Swisscom Vodafone Italia für 8 Mrd. CHF bis zum Ende des Jahres übernehmen werde. Langfristig ist geplant, diese mit der eigenen Mailänder Tochter Fastweb zu vereinigen. Der Kauf wurde am 31. Dezember abgeschlossen, zusätzlich wurde der Markenname Fastweb + Vodafone erschaffen. Der Markenname Vodafone darf für weitere fünf Jahre verwendet, die Integration soll im Jahr 2029 abgeschlossen werden.
Im August 2025 gab der neue Eigentümer Swisscom bekannt, dass die Migration der Mobilfunkkunden bei Fastweb von Telecom Italia und Wind Tre auf Vodafone Italia bis Ende des Jahres abgeschlossen sein wird.

## Netz
Vodafones Mobilfunknetz wird von knapp 20.000 Standorten italienweit abgestrahlt, die Lieferanten der Stationshardware sind Nokia Networks und Huawei.

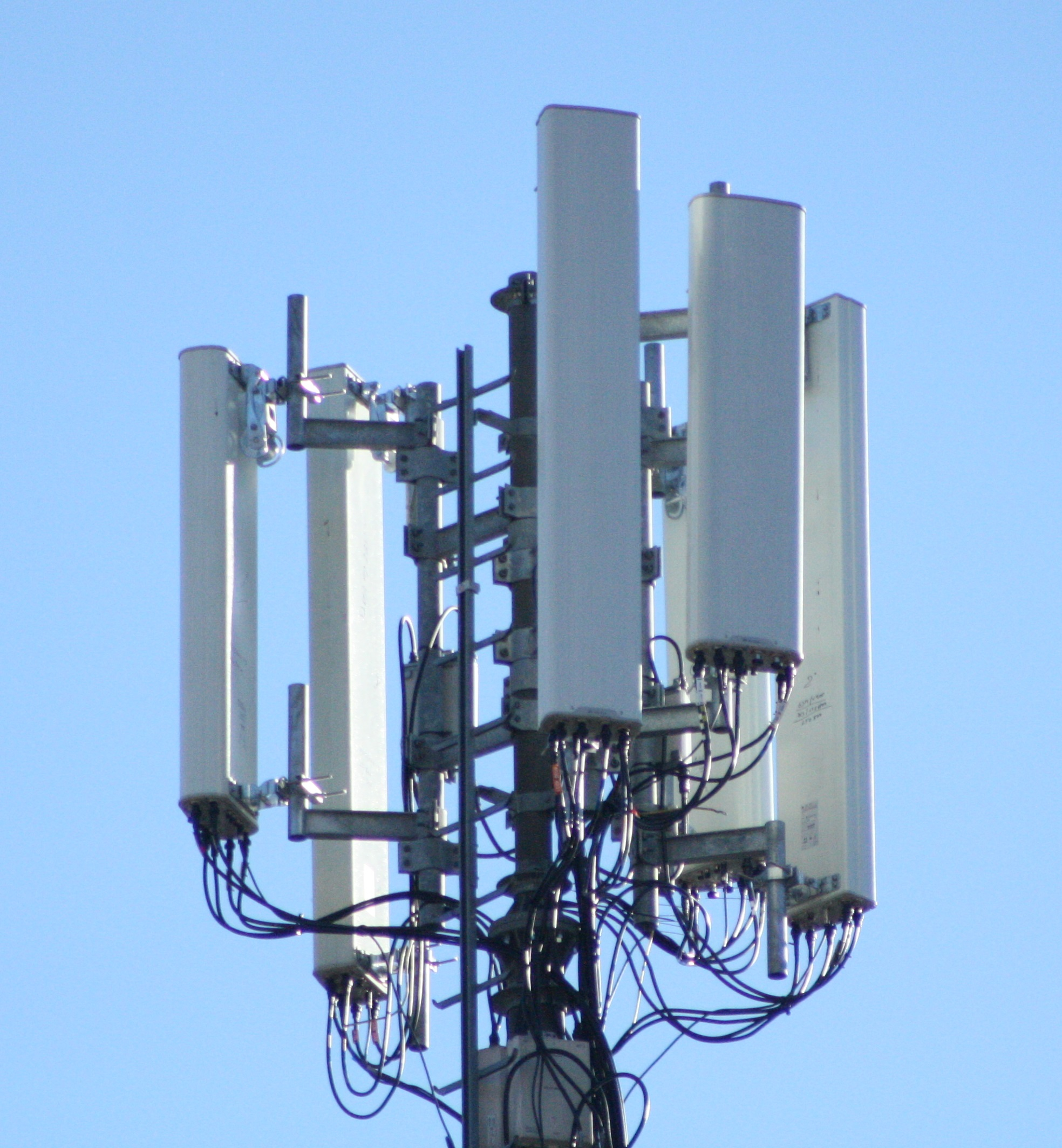
Vodafone-LTE-Standort mit Huawei-Antennen und LTE bis zu 340 MBit/s in Meran

Vodafone setzt in Italien auf vier Netzebenen, GSM, UMTS, LTE und 5G, erreicht mit GSM ca. 99,8 % der Bevölkerung, mit UMTS 97,1 % und mit LTE 95 %. Von Vodafones Mobilfunkanlagen wird vorwiegend der Frequenzbereich um 2100, 1800, 900 und 800 MHz Bereich gesendet, teilweise werden auch 1500 und 2600 verwendet. Endungen der fünf- und zweistelligen LTE-Cell ID sind für 800 MHz 11-12-13, für 1800 31-32-33, für 2100 41-42-43 und für 2600 51-52-53. Vodafones Standorte setzen hauptsächlich auf Multiband-Antennen. Vodafone startete nach Telecom Italia als zweiter Mobilfunkbetreiber mit LTE Advanced und betreibt die zweit meisten LTE Advanced Sendeanlagen in Italien. Die Kombination Band 800+1800+2100 ist die meist verwendete Kombination. Vodafones Mobilfunknetz wird als „vodafone IT“ angezeigt. Seit Sommer 2019 bietet Vodafone auch 5G Dienste an. Als zweites Geschäftsfeld bietet Vodafone Festinternet-Dienste an, ADSL2+ (bis zu 20 MBit/s, alle 7-MBit/s-Tarife wurden auf 20 MBits/s hochgestuft.) und Glasfaser bis zu 1000 MBit/s mit FTTH, (nur in Mailand, Bologna und Turin) und bis zu 100 MBit/s über FTTC (Meist über Wholesale der Telecom Italia).
Stand Ende Juni 2025 erreicht das Unternehmen 53 Prozent der Haushalte und Unternehmen mit FTTH-Glasfaser. Das Mobilfunknetz erreicht 87 Prozent der Bevölkerung mit 5G-Netz.